# Joseph Bienaimé Caventou

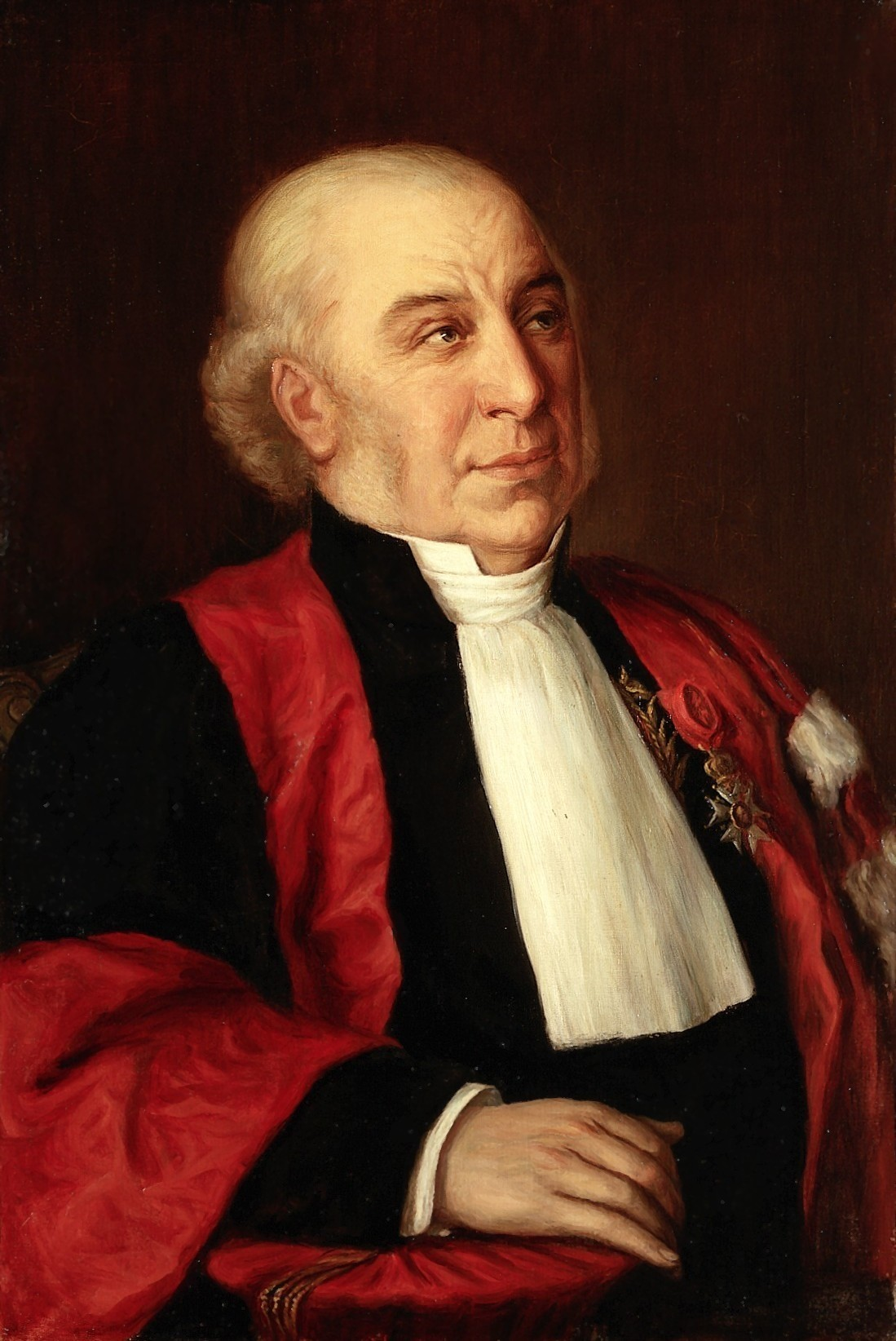
Joseph Bienaimé Caventou.

Joseph Bienaimé Caventou, född den 30 juni 1795 i Saint-Omer, död den 5 maj 1877 i Paris, var en fransk kemist och farmakolog.
Caventou var professor vid den högre farmaceutiska läroanstalten i Paris. Han upptäckte tillsammans med Pierre Joseph Pelletier flera alkaloider, däribland stryknin och brucin.